# 72 f.Kr.
| 72 f.Kr.           |
| ------------------ |
| Dødsfald - Fødsler |